# الفنحة (العدين)

تعديل مصدري - تعديل

الفنحة محلة تابعة لقرية وادي الغراف، التابعة لعزلة قداس بمديرية العدين إحدى مديريات محافظة إب في الجمهورية اليمنية.، بلغ تعداد سكانها 35 حسب تعداد اليمن لعام 2004.